# Homem-Absorvente
O Homem-Absorvente (Absorbing Man em inglês) é um vilão fictício da Marvel Comics, inimigo de Thor. Seu nome verdadeiro é Carl "Crusher" Creel. Sua primeira aparição foi em Journey Into Mistery 114 (série mensal de Thor, na época) e por diversas vezes chegou muito perto de matá-lo.

## Poderes e Habilidades
Tem o poder de absorver/duplicar as propriedades de qualquer coisa que ele toque: gás, líquido, sólido e até mesmo energia ou características físicas de animais ou super-humanos.

## Em outras mídias

### Televisão
- Na Marvel, ele foi introduzido na segunda temporada da série Agents of S.H.I.E.L.D. onde sofre uma lavagem cerebral e acaba se tornando um soldado da Hidra; Posteriormente ele se recupera e retorna na terceira temporada da série como um guarda-costas.

- Creel não aparece, mas é mencionado em um flashback na primeira temporada de Daredevil. É revelado que ele foi derrotado por Jack "Batalhador" Murdock, pai do personagem principal Matt Murdock. Jack era esperado para perder a luta na sugestão de Roscoe Sweeney, mas decidiu ser um exemplo para seu filho em vez disso. O produtor Jeph Loeb confirmou que o lutador mencionado é o mesmo Creel que aparece em Agents of S.H.I.E.L.D., antes de ganhar os poderes.[1]

### Cinema
Homem Absorvente estava presente no longa-metragem Hulk, de 2003. Porém, no filme, é David Banner (pai de Bruce Banner) que é o Homem-Absorvente.

## Curiosidades
- O fato de sempre andar sem camisa e com uma calça listrada.
- Sempre está com uma "bola" de aço para usar como arma e para se transformar em aço quando é preciso.
- Participou de "Guerras Secretas", Primeiro grande crossover da Marvel Comics.
- Ele foi também representado como vilão de vários outros grupos, até mesmo do Quarteto Fantástico.